# Шупља стена (Врчин)
Шупља Стена је засеок Врчина у општини Гроцка, у Београду. Насеље административно припада Врчину, док комплекс „Шупља Стена” припада Рипњу тј. општини Вождовац. Налази 20 километара јужно од Теразија, у шуми на Авали. На планини је смештена ружа ветрова, место са благотворним утицај на здравље, а посебно на респираторни систем.

## Карактеристике
Насеље је направљено тако да у њему нема стамбених објеката. Ту је изграђен рекреативни комплекс који у периоду од две деценије (1970—1990) прерасла у једну од најпопуларнијих дечјих летовалишта, углавном за групу на одморе у организацији београдских основних школа. Током празничних сезона, комплекс је познат као домаћин неколико хиљада деце.
Комплекс покрива површину од 140.000  и обухвата 2 зграде, 14 бунгалова, фудбалске, кошаркашке и одбојкашке терене.

## Историја

### Рудник
На Авали се током античког периода интензивно развијало рударство. Археолошка истраживања су показала да су се на авалском подручју од најстаријих времена експлоатисале руде и то највише цинабарит, олово, сребро и жива. Трагови о вађењу цинабарита код Шупље стене сежу до доба касног неолита и винчанске цивилизације. Сам топоним „Шупља стена“ настао је по шупљинама које су ископали први рудари на овом подручју. Рудник је био основа богатства многим цивилизацијама и народима. Експлоатисали су га захваљујући драгоценој боји циноберу, која је добијана из живине руде цинабарита. На заравни испред рудника некада се налазила топионица. Дефинитивно је затворен, 1972. године, после чега су га посећивали једино спелеолози, који у скорије време успели да отворе један од улаза, док је главни улаз, у подножју, остао затрпан.

### Спортско-рекреативни центар
Изградња спортско-рекреативног центра започета је 1947. године, а завршена 1976. Тада се у оквиру комплекса на површини од 7.500 m2 изграђени ресторан и сала с 500 метара, амфитеатар са 600 места, двадесетак бунгалова, кабинети, учионице, дискотека, трим-кабинет, ликовни атељеи. Шупља стена је као спортски комплекс је функционисао до 1992, када је одлуком Владе Србије место претворено у камп за за избегла и расељена лица, након избијања југословенских ратова.
Шупља стена је постала предмет спора између општине Врачар и српског државног шумарства компаније, „Србијашуме“. Од 2003. објекти су били напуштени, али је Влада 2006. одбила да прода много општини. Овај спор је дуго заокупљао пажњу јавности.
Дечје одмаралиште је обновљено и 2012. године поново отворено.